# Melancholik
Melancholik je jeden ze čtyř druhů temperamentu, labilní introvert. Tělní tekutina, která ho podle starých názorů (Hippokratés) ovlivňuje, je černá žluč (řecky melané cholé, odtud název). Je tichý, přecitlivělý, nespolečenský, vážný, pesimistický, rigidní (nesnadně se přizpůsobuje). Prožívá hluboce a pomalu a k věcem se velmi často vrací. V názorech a reakcích navenek je střízlivý a umírněný, ale uvnitř sebe všechno hluboce prožívá. Z hlediska neurovědy u melancholika probíhá slabý vzruch a slabý útlum.

Čtyři temperamenty (flegmatik, cholerik, sangvinik, melancholik)

## Zápory
Ve svém nitru vše hluboce prožívá, ačkoliv to nedává ve společnosti najevo. Emoce mívají delší dobu nástupu, ale bývají trvalejší a velmi intenzivní. K jednotlivým věcem se navíc melancholik často vrací a přehnaně lpí na minulosti. Může trpět velkou vnitřní nejistotou spojenou s častým nedostatkem odvahy. Mívá časté obavy z osudu. Pro nové jedince může být až přílišně uzavřený a plachý. Ve společnosti mívá tichou nevýraznou řeč. Jsou nerozhodní v obtížných situacích. Projevují stísněnost v novém prostředí. Melancholik má silný sklon k perfekcionismu, velmi mnoho pozornosti věnuje přípravě, a naopak nemá rád finální akci. Do pohledů budoucnosti bývá často pesimistický, což mu mnohokrát znemožňuje se uvolnit. Potíže je snadně odradí od práce, z důvodu zvýšené únavnosti se snižuje práceschopnost. Dlouhodobá a intenzivní námaha způsobuje zpomalení činnosti a následně její úplné zastavení. Potřebují pracovat v prostředí plném pochopení a respektu.
To, že se melancholici můžou projevovat depresivními stavy je mýtus, žádný temperament neovlivní psychické poruchy jako např. deprese.

## Klady
K blízkým lidem je velice věrný, oddaný a projevuje se zvýšeným zájmem o pomoc druhým. Dává najevo svou citlivost a opatrnost k ostatním lidem. Melancholik miluje krásu a umí ocenit inteligenci. Svého partnera si vybírá pečlivě a má k němu silnou citovou hloubku. Je mlčenlivý a přemýšlivý (velká hloubka myšlení). Neustále klade důraz na duševní činnost. Své pocity melancholik často vyjadřuje prostřednictvím umění, jelikož melancholici bývají často velmi tvůrčí a talentovaní, mezi melancholiky se vyskytuje veliké procento umělců. Pro svou hloubku myšlení se častokrát zapojuje do filozofických témat. V práci je mnohokrát zodpovědný a pečlivý, rád pracuje o samotě. V názorech je velice střízlivý a umírněný, nemá rád ukvapené závěry a raději se k tématu znova vrací. Dokáže postřehnout i velice drobné detaily a kromě toho si potrpí na kvalitu a problémy si často uvědomí dříve, než se skutečně objeví.